# 洛赫维齐村委员会
洛赫维齐村委员会（俄语：Лохвицкий сельсовет）是俄罗斯联邦阿穆尔州别洛戈尔斯克区所属的一个村委员会。其下辖有2个居民点，行政中心为洛赫维齐。据2016年统计，该村委员会的人口为728人。